# Eclipse Awards
Pour les articles homonymes, voir Awards.
Les Eclipse Awards sont une série de récompenses décernées aux professionnels des courses hippiques américaines et aux meilleurs chevaux de courses américains, selon leur catégorie (âge, sexe, distance, etc.). Les équivalents européens des Eclipse Awards sont les Cartier Racing Awards, en Australie les Australian Thoroughbred racing awards, au Canada les Sovereign Awards, et au Japon les JRA Awards.

## Principe
Les Eclipse Awards (du nom d'un célèbre cheval britannique du XVIIIe siècle, Eclipse) ont été créés en 1971, pour rassembler les différents titres honorifiques décernés jusqu'alors. Les lauréats sont désignés par la NTRA (National Thoroughbred Racing Association), le Daily Racing Form et la National Turf Writers Association. Les résultats sont anfernoncés en janvier. De nombreuses catégories de chevaux sont représentées, mais des récompenses sont également remises à des personnalités du monde des courses (jockeys, entraîneurs, propriétaires...), qui se sont distinguées au cours de l'année.
Avant la création des Eclipse Awards, les titres étaient décernés sous d'autres appellations : Daily Racing Form, Turf & Sport Digest and Thoroughbred Racing Association Awards (1950-1970), Daily Racing Form and Turf & Sport Digest Awards (1936-1949), ou simplement "Horse of the year" avant 1936.
Le crack Kelso détient le record de titres de Cheval de l'année, qu'il a remporté durant cinq années consécutives (1960-1964). Quant à Forego, il détient le record du nombre d'Eclipse Awards, avec huit titres : cheval de l'année (1974, 1975, 1976), cheval d'âge de l'année (1974, 1975, 1976, 1977), Sprinter de l'année (1974). Omaha est le seul lauréat de la Triple couronne américaine (en 1935) à ne pas avoir été élu cheval de l'année.
Les entraîneurs, jockeys, propriétaires et éleveurs sont également récompensés chaque année.